# Walter Kubanczyk
Walter Kubanczyk (* 1. Mai 1952 in Ulm; † 21. März 2020) war ein deutscher Fußballspieler und -trainer. Der Defensivspieler hat in der 2. Bundesliga 134 Spiele mit sechs Toren für den SSV Ulm 1846 absolviert und im Jahr 1979 zwei Spiele in der Amateurnationalmannschaft bestritten.

## Laufbahn
Seit der A-Jugend spielte der 1968 vom TSV Langenau gekommene Kubanczyk für den SSV Ulm 1846. Er wurde als Libero zu einer Ulmer „Legende“. Mit dem Verein pendelte der Abwehrspieler zwischen 2. Bundesliga und Oberliga Baden-Württemberg. In der Saison 1978/79 gelang erstmals der Aufstieg in die Zweitklassigkeit. Mit 71:37 Toren in 38 Rundenspielen gewann der Abwehrchef mit Spieleröffnungsqualitäten unter Trainer Klaus-Peter Jendrosch und im Zusammenspiel mit dem 17-fachen Torschützen Dieter Kohnle die Meisterschaft und damit den Aufstieg in die 2. Fußball-Bundesliga. Der Libero hatte in 35 Rundenspielen drei Tore erzielt. In der 2. Bundesliga war er genau so unverzichtbarer Stammspieler wie in der vorherigen Oberliga. Nach dem Abstieg 1981, Kubanczyk hatte in zwei Runden in der 2. Liga 70 Pflichtspiele mit sechs Toren für die „Spatzen“ absolviert, gelang 1981/82 die direkte Meisterschaft in der Oberliga, wobei der Abwehrdirigent alle 34 Rundenspiele absolviert hatte (2 Tore) und die Defensive der Ulmer lediglich 23 Tore zugelassen hatte. In den Aufstiegsspielen scheiterte er allerdings mit der Mannschaft am FSV Frankfurt und dem punktgleichen FC Augsburg, der sich dank des besseren Torverhältnisses durchsetzte. 1982/83 gelang erneut die Drittligameisterschaft und die Abwehrlegende hatte wiederum alle 36 Pflichtspiele absolviert. Jetzt setzte sich der Klub in den Aufstiegsspielen durch und Kubanczyk bestritt noch zwei weitere Zweitligaspielzeiten. Insgesamt bestritt er in vier Zweitligajahren 134 Zweitligapartien, dabei gelangen ihm sechs Tore. Sein letztes Spiel in der 2. Bundesliga bestritt er am 3. April 1985 bei einer 0:2-Auswärtsniederlage beim SV Darmstadt 98, wo er in der 78. Minute verletzt ausgewechselt werden musste.
Im September 1979 stand er im Aufgebot der Nationalmannschaft der Amateure für die Olympiaqualifikation. Er kam in zwei Spielen mit Vereinskollege Kohnle unter DFB-Trainer Erich Ribbeck gegen Finnland (2:0) und Norwegen (0:2) zum Einsatz, die Qualifikation wurde jedoch verpasst.
Nach Ende seiner aktiven Laufbahn im Sommer 1985 wurde Kubanczyk zunächst Assistenztrainer beim SSV Ulm 1846, später Abteilungsleiter. Anschließend wechselte er als Cheftrainer auf die Trainerbank beim FC Gundelfingen, den er 1990 bis 1993 trainierte. Mit dem Klub schaffte er den Aufstieg in die Bayernliga. Später ging er zum FV Biberach und zur SpVgg Au/Iller, die er in der Oberliga Baden-Württemberg trainierte.